# Drag Race Brasil
Drag Race Brasil es un programa de telerrealidad brasileño, basado en la franquicia estadounidense original, RuPaul's Drag Race. Se transmite en MTV Brasil y Paramount+ en Brasil y Latinoamérica, y en WOW Presents Plus a nivel internacional.

## Producción
Originalmente en 2017, Endemol Shine Brasil se asoció con Passion Distribution y adquirió los derechos de producción para crear una adaptación brasileña de RuPaul's Drag Race. RuPaul no estaba al tanto de dicha adaptación. Más tarde, en 2020, la productora "renunció a los derechos" de la adaptación brasileña debido al conservadurismo en Brasil.
World of Wonder, la productora detrás de RuPaul's Drag Race, publicó tres convocatorias de casting en las redes sociales el 8 de agosto de 2022. Las convocatorias de casting eran para nuevas posibles adaptaciones de Drag Race en Brasil, Alemania y México. La fecha límite para los competidores potenciales se fijó para el 26 de agosto, y la fecha límite para la presentación de videos de audición fue el 9 de septiembre de 2022. En diciembre, se confirmó que las nuevas ediciones de la franquicia Drag Race tendrían estreno "en MTV/Paramount+ en sus respectivos territorios".
Grag Queen fue confirmada como anfitriona y jueza principal en julio de 2023. Los otros dos jueces, Bruna Braga y Dudu Bertholini, fueron confirmados el 19 de julio, así como la fecha de estreno, que se fijó para el 30 de agosto.

## Participantes
Doce participantes de Brasil son parte de la competencia. Sus edades, nombres y ciudades de residencia corresponden al momento de la filmación.
| Participante     | Edad | Ciudad                                   | Resultado |
| ---------------- | ---- | ---------------------------------------- | --------- |
| Organzza         | 30   | Río de Janeiro, Río de Janeiro           | Ganadora  |
| Betina Polaroid  | 46   | Río de Janeiro, Río de Janeiro           | Finalista |
| Hellena Malditta | 23   | Salvador, Bahía                          | Finalista |
| Miranda Lebrão   | 33   | Río de Janeiro, Río de Janeiro           | Finalista |
| Shannon Skarllet | 24   | Río de Janeiro, Estado de Río de Janeiro | 5° lugar  |
| Naza             | 22   | Monte Santo de Minas, Minas Gerais       | 6° lugar  |
| Dallas de Vil    | 26   | Campinas, São Paulo                      | 7° lugar  |
| Rubi Ocean       | 30   | Brasília, Distrito Federal               | 8° lugar  |
| Aquarela         | 26   | Belo Horizonte, Minas Gerais             | 9° lugar  |
| Melusine Sparkle | 26   | São José do Rio Preto, São Paulo         | 10° lugar |
| Tristan Soledade | 34   | Belém, Pará                              | 11° lugar |
| Diva More        | 42   | Jaquirana, Rio Grande do Sul             | 12° lugar |

| Participante               | Edad | Ciudad                       | Resultado |
| -------------------------- | ---- | ---------------------------- | --------- |
| Adora Black                | 25   | Cidade Ocidental, Goiás      |           |
| Bhelchi                    | 37   | São Paulo, São Paulo         |           |
| Melina Blley               | 30   | Sapé, Paraíba                |           |
| Mellody Queen              | 30   | Belo Horizonte, Minas Gerais |           |
| Poseidon Drag              | 28   | Recife, Pernambuco           |           |
| Ruby Nox                   | 31   | Carnaíba, Pernambuco         |           |
| DesiRée Beck               | 34   | Irecê, Bahia                 | 7° lugar  |
| Mercedez Vulcão            | 37   | Vinhedo, São Paulo           | 8° lugar  |
| Paola Hoffmann Van Cartier | 36   | Vila Velha, Espírito Santo   | 9° lugar  |
| Chanel                     | 22   | Niterói, Rio de Janeiro      | 10° lugar |

Notes
1. ↑  «Rupaul’s Drag Race chega ao Brasil». Meio e Mensagem (en portugués). Consultado el 13 de julio de 2023.
2. ↑  «Endemol Garante RuPaul’s Drag Race Brasileiro». Draglicious (en portugués). Consultado el 13 de julio de 2023.
3. ↑  «RuPaul’s Drag Race Brasil É Cancelado». Draglicious (en portugués). Consultado el 13 de julio de 2023.
4. ↑  «Producer gives up Brazilian version of “RuPaul’s Drag Race”». Gay Blog Brazil (en inglés). Consultado el 13 de julio de 2023.
5. ↑  «Drag Race Producers Announce Brazil, Mexico & Germany Editions». Out (en inglés). Consultado el 23 de julio de 2023.
6. ↑  «Are Mexico & Brazil Finally Getting Their Own ‘Rupaul’s Drag Race’ Spin-Off?». Remezcla (en inglés). Consultado el 13 de julio de 2023.
7. ↑  «Drag Race announces season 15, Brazil and other spin-offs - here’s all the T». Gay Community News (en inglés). Consultado el 13 de julio de 2023.
8. ↑  «Drag Race confirms new versions in Brazil, Mexico and Germany». Gay Times (en inglés). Consultado el 13 de julio de 2023.
9. ↑  «‘Drag Race’: New Editions Planned For Brazil, Germany And Mexico». Deadline (en inglés). Consultado el 13 de julio de 2023.
10. ↑  «Drag Race Brazil host announced as Queen of the Universe winner Grag Queen». Entertainment Weekly (en inglés). Consultado el 13 de julio de 2023.
11. ↑  «Meet ‘Drag Race Brasil’ Judges Bruna Braga & Dudu Bertholini». The WOW Report (en inglés). Consultado el 22 de julio de 2023.
12. ↑  Nascimento | @hc_nascimento -, Henrique (2 de agosto de 2023). «Participantes de "Drag Race Brasil", versão nacional de "RuPaul's Drag Race", são reveladas». CineBuzz (en portugués de Brasil). Consultado el 2 de agosto de 2023.
13. ↑  «"Drag Race Brasil" anuncia participantes; conheça as 12 competidoras». www.folhape.com.br (en portugués de Brasil). Consultado el 2 de agosto de 2023.

## Progreso
TEMPORADA 1
| EpisodioConcursante | 1 & 2 | 3    | 4    | 5    | 6    | 7    | 8    | 9    | 10   | 11       |
| ------------------- | ----- | ---- | ---- | ---- | ---- | ---- | ---- | ---- | ---- | -------- |
| Organzza            | WIN   | WIN  | SAFE | HIGH | SAFE | HIGH | HIGH | BTM  | WIN  | Winner   |
| Betina Polaroid     | BTM   | LOW  | SAFE | SAFE | SAFE | HIGH | WIN  | WIN  | SAFE | Finalist |
| Hellena Malditta    | HIGH  | HIGH | WIN  | SAFE | WIN  | LOW  | BTM  | LOW  | HIGH | Finalist |
| Miranda Lebrão      | LOW   | HIGH | SAFE | HIGH | HIGH | WIN  | LOW  | HIGH | BTM  | Finalist |
| Shannon Skarllet    | HIGH  | SAFE | SAFE | WIN  | LOW  | BTM  | SAFE | BTM  | ELIM | Guest    |
| Naza                | SAFE  | SAFE | WIN  | SAFE | BTM  | SAFE | ELIM |      |      | Guest    |
| Dallas De Vil       | HIGH  | BTM  | LOW  | BTM  | HIGH | ELIM |      |      |      | Guest    |
| Rubi Ocean          | HIGH  | SAFE | HIGH | LOW  | ELIM |      |      |      |      | Guest    |
| Aquarela            | SAFE  | SAFE | BTM  | ELIM |      |      |      |      |      | Miss C   |
| Melusine Sparkle    | SAFE  | SAFE | ELIM |      |      |      |      |      |      | Guest    |
| Tristan Soledade    | HIGH  | ELIM |      |      |      |      |      |      |      | Guest    |
| Diva More           | ELIM  |      |      |      |      |      |      |      |      | Guest    |